# Andrzej Niewiadomski

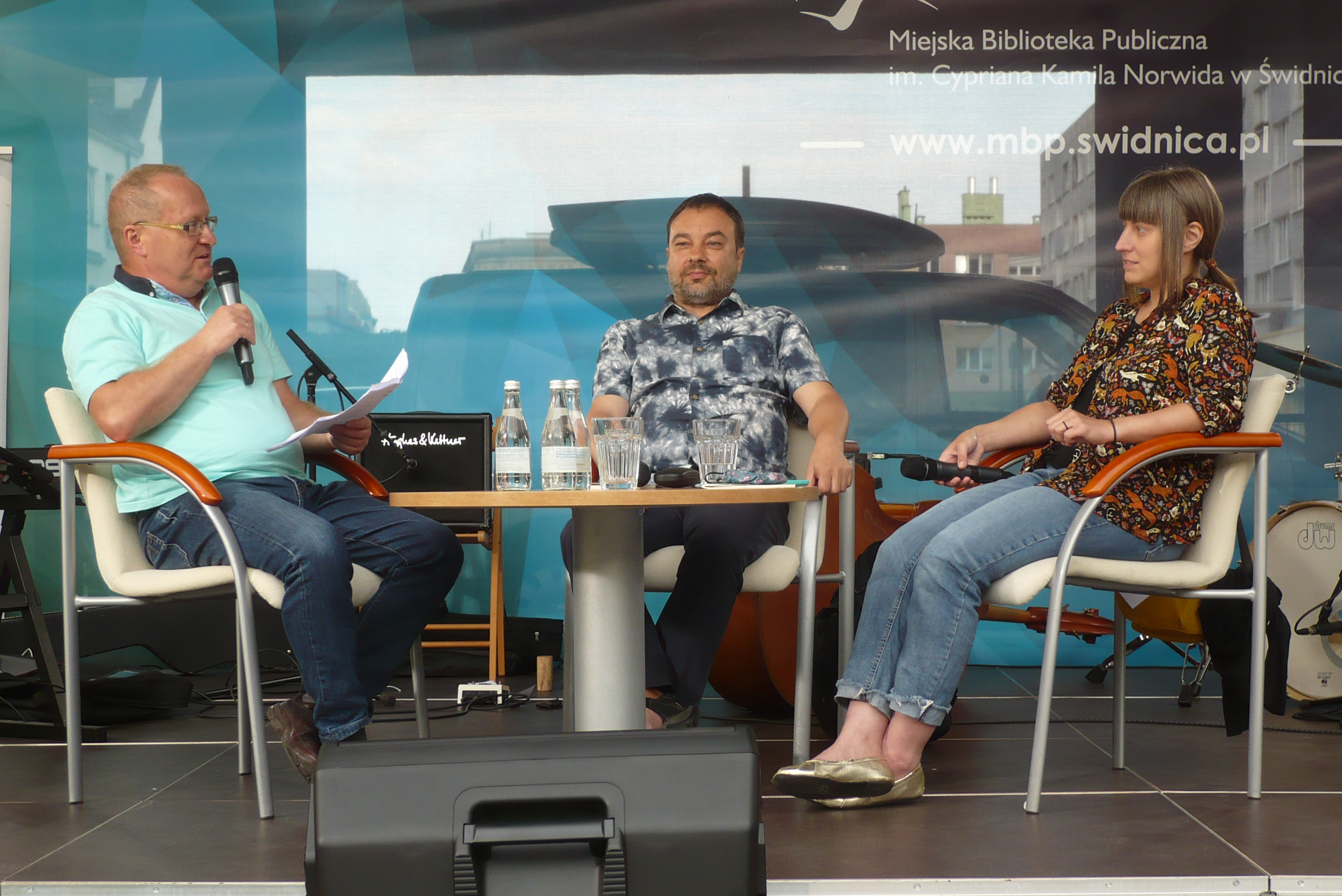
VII Festiwal Góry Literatury, Świdnica, 20.07.2021. Od lewej: Karol Maliszewski, Andrzej Niewiadomski, Klara Nowakowska

Andrzej Niewiadomski (ur. 1965 w Lidzbarku Warmińskim) – poeta, eseista, krytyk, badacz literatury, redaktor. 
Pracownik naukowy UMCS w Lublinie, doktor habilitowany. Autor dziesięciu tomów poezji, książek eseistycznych i literaturoznawczych, licznych artykułów i szkiców. Współzałożyciel i redaktor Kwartalnika Literackiego Kresy w latach 1989–2010.

## Tomy poezji
- Panopticum i inne wiersze, Lublin 1992 – Nagroda Poetycka Młodych im. Józefa Czechowicza 1993.
- Niebylec: wiersze i listy, Warszawa 1994 – Nagroda Poetycka im. Józefa Czechowicza 1995.
- Prewentorium: 21 wierszy i pół, Lublin 1997.
- Kruszywo, Legnica 2001.
- Locja, Kraków 2005.
- Tremo, Lublin 2010 – nominacja do Nagrody Literackiej Gdynia 2011[1], Nagroda Otoczaka 2011.
- Dzikie lilie, Poznań 2012 – nominacja do Wrocławskiej Nagrody Poetyckiej „Silesius” 2013[2] oraz nominacja do Nagrody Literackiej Gdynia 2013[3].
- Kapsle i etykietki, Mikołów 2013 – nominacja do Nagrody Poetyckiej im. K.I. Gałczyńskiego – Orfeusz 2014[4] oraz nominacja do Wrocławskiej Nagrody Poetyckej „Silesius” 2014[5].
- Pan Optico. Wiersze trzech sezonów, Wrocław 2014.
- Podwójna kosa, Lublin 2018
- Tytuł. Wiersze jednego sezonu, Stowarzyszenie Pisarzy Polskich Oddział w Łodzi, Łódź 2020[6]

## Inne książki
- Niebliskie wyprawy. Jerzy Zagórski i poetycka przygoda nowoczesności, Lublin 2001.
- Światy z jawnych słów i kwiatów ukrytych. O refleksji metapoetyckiej w nowoczesnej poezji polskiej, Lublin 2010.
- Mapa. Prolegomena, Lublin 2012 – nominacja do Nagrody Literackiej Gdynia 2013 w kategorii eseistyka[7].
- Jeden jest zawsze ostrzem. Inna nowoczesność Zygmunta Haupta, Lublin 2015.
- K Esej podróżny, Wrocław 2018
- Osiemdziesiąt. Studium o poezji "przełomów", Lublin 2020
- Przeciw entropii, przeciw arkadii. O pisarstwie Zygmunta Haupta, Kraków 2021

## Opracowania
- Wreszcie nie pojawia się nikt. Szkice o twórczości Andrzeja Niewiadomskiego, pod. red. Anity Jarzyny, Katarzyny Kuczyńskiej-Koschany, Agaty Szulc-Woźniak i Joanny Żabnickiej, Ośrodek Brama Grodzka Teatr NN, Lublin 2016.